# Ruellia nitida
Ruellia nitida är en akantusväxtart som först beskrevs av Christian Gottfried Daniel Nees von Esenbeck, och fick sitt nu gällande namn av Wassh. och J.R.I.Wood. Ruellia nitida ingår i släktet Ruellia och familjen akantusväxter. Inga underarter finns listade i Catalogue of Life.